# Vrbovac, Sokobanja
Vrbovac (izvirno srbsko Врбовац) je naselje v Srbiji, ki upravno spada pod Občino Sokobanja; slednja pa je del Zaječarskega upravnega okraja.

## Demografija
V naselju živi 511 polnoletnih prebivalcev, pri čemer je njihova povprečna starost 48,1 let (45,3 pri moških in 50,5 pri ženskah). Naselje ima 155 gospodinjstev, pri čemer je povprečno število članov na gospodinjstvo 3,86.
To naselje je, glede na rezultate popisa iz leta 2002, večinoma srbsko, a v času zadnjih treh popisov je opazno zmanjšanje števila prebivalcev.
|  |

| Demografija | Demografija     | Demografija     |
| Leto        | Št. prebivalcev | Št. prebivalcev |
| ----------- | --------------- | --------------- |
|             |                 |                 |
|             |                 |                 |
|             |                 |                 |
|             |                 |                 |
| 1948        | 1024            |                 |
| 1953        | 1065            |                 |
| 1961        | 1015            |                 |
| 1971        | 1000            |                 |
| 1981        | 941             |                 |
| 1991        | 814             | 730             |
| 2002        | 707             | 598             |
|             |                 |                 |

| Etnična sestava po popisu iz leta 2002 | Etnična sestava po popisu iz leta 2002 | Etnična sestava po popisu iz leta 2002 | Etnična sestava po popisu iz leta 2002 | Etnična sestava po popisu iz leta 2002 |
| -------------------------------------- | -------------------------------------- | -------------------------------------- | -------------------------------------- | -------------------------------------- |
| Srbi                                   | Srbi                                   |                                        | 597                                    | 99,83%                                 |
| Slovaki                                | Slovaki                                |                                        | 1                                      | 0,16%                                  |
| Neznano                                | Neznano                                |                                        | 0                                      | 0,0%                                   |